# Jew Watch
Jew Watch foi um website conspiracionista que promovia materiais antissemita e divulgava teorias sobre complôs, cujos artífices seriam judeus, e fazendo especulações tais como a de que os judeus controlam a mídia e as instituições financeiras, que os sionistas controlam o governo, que há envolvimento de judeus em grupos terroristas e que o Holocausto nunca teria ocorrido.
Segundo Sam Varghese, da The Age, o site continha uma grande quantidade de propaganda semelhante à usada na Alemanha nazista, sendo amplamente considerado como um sítio de ódio.
Jew Watch recebeu apoio de sites supremacistas brancos com ligações neonazistas, como o fórum Stormfront, e o White-Power.org (esse com ligações da Aryan Freedom Network) 
O site se apresentava como uma "biblioteca, sem fins lucrativos, para estudos, bolsas ou pesquisas particulares [que mantém] uma vigilância atenta sobre as comunidades e organizações judaicas em todo o mundo".
O site recebeu atenção da mídia em abril de 2004, quando surgiu como o primeiro resultado em uma busca no Google pela palavra "judeu". Iniciou-se então uma petição para que o site fosse removido dos resultados de pesquisa do Google. Um escândalo em 2006 envolveu pedidos de doações para ajudar as vítimas do furacão Katrina que estavam sendo redirecionadas para o Jew Watch.
Entre o final de 2022 e começo de 2023, o site saiu do ar e foi subsistido por um site de apostas online de esportes sediado na Tailândia, pertencente ao serviço UFABET